# Deborah James
Deborah Jamnes (ur. 1 października 1981 w Londynie, zm. 28 czerwca 2022 w Woking) – brytyjska dziennikarka i działaczka charytatywna. W 2016 roku zdiagnozowano u niej rak jelita grubego, który okazał się nieuleczalny. Od marca 2018 do swojej śmierci współtworzyła wraz z Lauren Mahon i Rachael Bland podcast "You, Me and the Big C" na antenie BBC Radio 5 Live, opisując swoje zmagania z chorobą. Stałą rubrykę o tej samej tematyce miała także w The Sun.
Studiowała ekonomię na University of Exeter. W 2008 roku poślubiła Sebastiana Bowena, bankiera, z którym miała dwoje dzieci: Hugo i Eloise. Przed zdiagnozowaniem pracowała jako nauczycielka.
W 2018 roku wydała książkę "F*** You Cancer: How to Face the Big C, Live Your Life and Still Be Yourself".
W czerwcu 2021 Deborah ogłosiła, że jej rak stał się odporny na terapię. 9 maja 2022 dziennikarka napisała w social mediach, że przeszła na domową opiekę paliatywną, gdyż jej ciało poddało się i odtąd możliwe jest jedynie łagodzenie bólu. Reakcją na oświadczenie był wzrost wpłat na założoną przez nią fundację Bowelblabe, w ciągu niecałych 48 godzin wpłaty przekroczyły 2 miliony funtów. Kilka dni później została odznaczona Orderem Imperium Brytyjskiego, który wręczył jej osobiście w jej domu książę William. Do momentu jej śmierci fundacja zebrała 7 milionów funtów.